# 2012-es La Flèche Wallonne
A 2012-es La Flèche Wallonne az 1936 óta megkezdett sorozatban a 76. kerékpárverseny volt, melyet 2012. április 18-án rendeztek meg. A verseny része a 2012-es UCI World Tour-nak. Elsőként Joaquim Rodriguez haladt át a célvonalon, őt követte Michael Albasini és Philippe Gilbert.

## Csapatok
A 18 World Tour csapaton kívül 7 csapat kapott szabadkártyát, így alakult ki a 25 csapatos mezőny.
ProTour csapatok:
 AG2R La Mondiale ·   Astana ·   Movistar Team ·   Euskaltel–Euskadi ·   Garmin-Barracuda ·   Lampre–ISD ·   Liquigas–Cannondale ·   Omega Pharma–Quickstep ·   Lotto-Belisol ·   Rabobank ·   GreenEDGE Cycling Team ·   Katyusa ·   BMC Racing Team ·   Saxo Bank SunGard ·   Sky Procycling ·  RadioShack–Nissan–Trek ·  FDJ–BigMat ·  Vacansoleil
Profi kontinentális csapatok:
 Saur-Sojasun ·   Colombia-Coldeportes ·   Landbouwkrediet–Euphony ·   Argos-Shimano ·   Topsport Vlaanderen–Mercator ·   Team Type 1–Sanofi ·   Accent Jobs–Willems Veranda's

## Végeredmény
|    | Versenyző                   | Csapat                 | Idő                 |
| -- | --------------------------- | ---------------------- | ------------------- |
| 1  | Joaquim Rodriguez (ESP)     | Katusha Team           | 4:45:41             |
| 2  | Michael Albasini (SUI)      | GreenEDGE Cycling Team | 4:45:45 (+00:00:04) |
| 3  | Philippe Gilbert (BEL)      | BMC Racing Team        | 4:45:45 (+00:00:04) |
| 4  | Jelle Vanendert (BEL)       | Lotto-Belisol Team     | 4:45:45 (+00:00:04) |
| 5  | Robert Kiserlovski (ESP)    | Astana                 | 4:45:48 (+00:00:07) |
| 6  | Daniel Martin (IRL)         | Team Garmin–Barracuda  | 4:45:50 (+00:00:09) |
| 7  | Bauke Mollema (NED)         | Rabobank               | 4:45:50 (+00:00:09) |
| 8  | Vincenzo Nibali (ITA)       | Liquigas–Cannondale    | 4:45:50 (+00:00:09) |
| 9  | Diego Ulissi (ITA)          | Lampre–ISD             | 4:45:50 (+00:00:09) |
| 10 | Jurgen Van den Broeck (BEL) | Lotto-Belisol Team     | 4:45:52 (+00:00:11) |

## Külső hivatkozások
- Hivatalos honlap